# C/2000 U5 (LINEAR)
C/2000 U5 (LINEAR) — одна з довгоперіодичних гіперболічних комет. Ця комета була відкрита 29 жовтня 2000 року; вона мала 17.1m на час відкриття.